# Вида Марковић
Вида Е. Марковић  (Загреб, 16. децембар 1916 — Београд, 25. март 2001) била је професорка Филолошког факултета Универзитета у Београду, преводилац, истакнута јавна личност и писац.

## Биографија
Рођена у породици која је окупљала све виђене људе тог доба , пета од деветоро деце Еде Марковића  и Марије рођ. Вала (Valla). У великом домаћинству уз две гувернанте: Рускиње и Францускиње деца су имала прилике да од најранијег детњства науче два сведска језика. Васпитани су да, због свог привилегованог положаја, имају обавезу и служе својој земљи . У Загребу је завршила Прву класичну гимназију, после чега се породица сели у Београд. Студирала је германистику и англистику на Филозофском факултету у Београду и Дарам (Durham) универзитету у Енглеској. Срећан и безбедан живот нагло је прекинут атентатом на оца 18 децембра 1939. убијен од стране Специјалне полиције предратне Управе града Београда на кућном прагу пред породицом.
Добитник је Светосавске награде за  најбољег студента школске 1939/40 године, али због превелике туге није могла да је лично прими.
Прво запослење било је 1940. на Другој Трговачкој академији у Београду, као професор немачког језика дo 6. aприла1941 затим енглеског језика у Енглеском институту и француског у Француском институту.
У бомбардовању Београда 6. априла 1941 породична кућа у Бранковој улици погођена је бомбом баш на 16. рођендан најмлађе сестре.
Убица њеног оца пуштен је из затвора чим је почела Немачке окупација 1941.
Рат је провела у Београду издржавајући породицу држећи приватне часове језика чaк и по селима у замену за храну. За време окупације била је затварана од стране специјалне полиције и Гестапоа.
По ослобођењу Београда, од 23. октобра 1944. радила је као преводилац, уредник у Танјугу све до априла 1946, када је изабрана за асистента на Катедри за енглески језик и књижевност Филозофског факултета у Београду.
На позив државног руководства одсуствовала је са Факултета од јуна 1946. до децембра 1946. године, да би као новинар учествовала у раду југословенске делегације прво на Конференцији мира у Паризу, а затим такође у Одељењу за штампу, на I заседању Генералне скупштине Уједињених нација у Њујорку. Преводила је суђење Дражи Михајловићу као симултани преводилац.
Hа мировној конференцији у Паризу упознаје др Душана Миланковића, међународног правника и дипломату делегата на конференцији за кога се ускоро удаје.
Од јануара 1947. до октобра 1951.наставља рад  на Филозофском факултету у Београду.
Прву ћерку родила је 1947. године, да би 1951. године добија тромесечну стипендију Британског савета и прилилку да упозна професора Бонами Добре-а (Bonnamy Dobre) на универзитету у Лидсу који прихвата њену тему докторске дисертације. Игром судбине Душана Миланковића постављају за првог секретара Југословеске амбасаде у Лондону на специјални захтев амбасадора Јоже Брилеја коме је био потребан врсни међународни правник због предстојећих Тршћанских преговора у Лондону. Тако Вида започиње докторске студије у Енглеској, где јој је рођена је друга ћерка 1953. године.
Године 1955. породица се враћа у Београд где Вида наставља рад на универзитету као доцент и започиње брилијантну универзитетку каријеру. У то време катедра за англистику уписује преко 1000 студента годишње.
У периоду од 1944. до 1961. године преводила је на енглески, или била одговорна за финалну редакцију материјала Владе ФНРЈ и ЦК.
Поред рада на Факултету, који је започела од 1945. Вида од самог оснивања 1948. до 1951. предаје енглески језик на Дипломатско-новинарској школи, која једна од претача Факултет политичких наука.
Постаје шеф катедре (1960-1970) и спроводи радикалну реформу студија англистике на Филолошком факултету. Године 1962. као гост владе САД успоставља везе са водећим америчким универзитетима. Драгоцене професионалне контакте подарила је младим стручњацима из Београда и омогућила да одлазе на специјализације у Енглеску и САД. Истовремено је студентима у земљи пружила прилику да присуствују предавањима истакнутих професора лингвистике и књижевности који су на њен позив долазили у Београд односно Ниш.
Поред редовних предавања била је гост и држала предавања и курсеве на многим универзитетима у земљи и ван ње. У оквиру редовних наставничких обавеза, држи курсеве и дипломске испите на универзитетима који дају дипломе Београдског Универзитета као што су били Нови Сад и Приштина.
Редовно држи јавна предавања на Коларчевом нaродном универзитету (данас Коларчевој задужбинио) као и  на радничким универзитетима у Београду и другим градовима, Студентском културном центру, сарађује са Телевизијом Београд. За трећи програм Радио Београда припремала је низ прилога из књижевне теорије и неколико портрета књижевника у току 1969/1970. године.
У сарадњи са проф Љиљаном Михајловић радила је на основању катедре за Енглески при Филозофском факултету у Нишу где наставља да ради као шеф катедре до 1980.
По одласку у пензију пише мемоарску прозу како би овековечила драматична искуства и свет у коме је живела. За њу је то био нови почетак. Оставила је 1800 страница у 6 књига.
Са промоције књиге 2000. године „Она која је цео свој живот посветила тумечењу богате вредности англо-америчке културе и цивилизације, доживела је да управо из тог света, стижу борбени авиони који засипају њену земљу и људе бомбама  непрекидно готово три месеца, додајћи, не без горчине, да су ти и такви починиоци издали и поништили управо те вредности културе из које потичу.

### Образовање
Основну школу и I класичну гимназију завршила је у  Загребу. Студије Студије Енглеског и Немачког језика наставља у Београду на Филозофском факултету и 1938/39. и као стипендиста Британског савета (British Council) проводи једну школску годину на Дарам (Durham) универзитету где је дипломирала са просечном оценом десет. Јануара 1940. године добила је светосавску награду за најбољи успех на Београдском универзитету. Докторску дисертацију под насловом The Reputation of Galsworthy in England је oдбранила у јесен 1954 са одликом и стекла титулу доктора филозофских наука на Универзитету у Лидсу (Енглеска)
.

### Радна биографија
Започела је педагошку каријеру 1940 на Другој Трговачкој академији као наставник немачког језика све до 6. априла 1941 и наставник енглеског на Енглеском институту и француског на Француском институту.
На крају Другог светског рата ради у Танјугу као преводилац и уредник вести користећи знање 4 светска језика. Симултано је преводила суђење Дражи Михајловићу и поставила темељ симултаном превођењу. Радила је као новинар/преводилац/уредник вести на мировној конференцији у Паризу 1946 и првом заседању Уједињених нација у Њујорку.
1946 je постављена је за асистента на катедри за Енглески језик и књижевност на Филозофском од кога се касније одвојио Филолошки факултет Београдског универзитета где ради од 1947 до 1951. године, а да би у периоду 1951 – 1954 ради на докторaту коју је успешно одбранила 1954.  године на ниверзитету у Лидсу у Британији. 1955. године на катедри за енглески језик и књижевност постаје доцент и уводи предавањa о савременој  британској и америчкој књижевности.  У периоду од 1944. до 1961. године преводила је на енглески, или била одговорна за финалну редакцију материјала Владе ФНРЈ и ЦК.
Од 1960 do 1969 врши дужност шефa катедре, доцније Oдсека за англистику на Филолошком факултету у Београду, 1963 је. изабрана за ванрeдног, а 1970. године за редовног професора.
1971-1980 ради на катедри за Енглески при Филозофском факултету у Нишу као шеф катедре.
Од тада до краја живота се бави писањем.

### Академски рад
1946. године BM jе изабрана за асистента на Катедри за енглески језик и књижевност са староенглеским. при Филозофком Факултету Универзитета а у Београду. 
Од 1956. године, као доцент, књижевности предаје модерну енглеску а потом и америчку књижевност прати најновије методe предавања.
1960. године постаје шеф Одсека за англистику, где до 1970. године спроводи радикалну реформу студија англистике на Филолошком факултету.
По позиву Владе САД посетила је седамнаест америчких универзитета од априла до јуна 1962. године и успоставила научне везе које су отвориле пут одласку англиста на специјализацијe на водеће универзитете и друге научне установе у САД и светским лингвистима да држе курсеве и предавања на Одсеку за лингвистику. 
То је био најплоднији период њеног рада пише критике, есеје, уџбенике.
Поред редовних предавања на Универзитету у Београду предавала је и на Универзитетима у Новом Саду  a (у току школске године 1963/64. и 1964/65) у Сарајеву, Приштини, и Скопљу.
Предавала је на следећим универзитетима у иностранству: Kenyon College, Bryn Mawr, Pennsylvania, Ann Arbor, Oregon, Eugene Ore, Princeton у САД и на Simon Frasel University, British Columbia, Canada. Редовне курсеве је држала на Орегонском универзитету Eugene Ore, USA, у току једног триместра, и то за студенте IV године и за докторанде из енглеске и америчке књижевности 1967. године и 1969. године.
Учествовала је у раду Заједнице југословенских универзитета са предавањем на семинару „Универзитет данасˮ 1963. године, а 1964. године је члан организационог комитета истог семинара.
Била је члан Савета „Културеˮ, „Радаˮ, „Живих језикаˮ, Коларчевог народног универзитета. Члан Управе Шекспировог друштва.
Сарађује у низу часописа у СР Србији, САП Војводини, САП Косову и СР Хрватској и
oд 1973. сарађује са Институтом за педагошка истраживања, радећи са два асистента и једним професором Примењене лингвистике на пројекту који носи наслов   "Однос наставе књижевности и способности читања књижевних текстова на страном језикуˮ.
Када је основан Универзитет у Нишу позвана је да помогне у оснивању катедре за англистику као једна од седам катедри. Заједно са Љиљаном Михајловић подеканом, прихвата се функције шефа катедре, а већ 1971 уписани су први студенти. Под њиховим руководством катедра за англистику у Нишу стекла је репутацију високог квалитета и била једина у Југославији на којој је сва настава од првог дана била на енглеском. Када је велики број младих кадрова стекао докторате и могли да преузму сав рад отишла је у пензију 1981.
Извела је велики број наставника, преводиоца, новинара, научника, многима остала трајни узор

### Стручни радови
Вида Е. Марковић је ауторка обимне студије Енлески роман XX века I—II (Београд: Нолит, 1963).
Студија Подељена личност је објављена прво у САД 1970. године а потом 1972. године преведена и објављена у Београду у издању Нолита.
Дело Сусрети (Београд: Научна књига, 1990) садржи књижевне портрете седам истакнутих личности, махом књижевника.
Вида Е. Марковић The Reputation of Galsworthy in England, 1969 PR888.C47, 823.9109
Prilog Epistemologiji Književnosti(Beograd: Prosveta, 1978)
Ауторка је бројних стручних радова и расправа, те поговора, предговора и рецензија књига из области књижевности.
- Друштвено-економске основе личности у Шекспировом Млетачком трговцу (Зборник Филозофског факултета, Београд, 1952, књ. 2, стр. 383–403).
- Херберт Џори Велс  (Савременик, Београд, 1958, бр. 12, стр. 541–559).
- Роберт Гревс (Савременик, Београд, 1959, бр. 8–9, стр. 877–885).
- Греам Грин  (Савременик, Београд, 1962, бр. 2, стр. 123–134).
- Сусрет са Фокнером (Борба, Београд, 8. Јула 1962, стр. 8).
- Istraživanje jezika i oko jezika (Zbornik radova posvećen Profesoru Naumu Dimitrijević, 1996)
- О писцу и делу (поговор роману Позив на игру од Позамонд Леман. Београд, Народна књига, 1963, стр. 233–240).
- Био је човек… (Поводом 400-годишњице Шекспировог рођења. Књижевне новине, Београд, уводник у броју од 1. маја 1964).
- Човек свог времена (Поводом стогодишњице рођења Х. Џ. Велса. Књижевне новине, Београд, 24. децембра 1966).
- Аничина софа (Летопис Матице српске, Нови Сад, 1972, књ. 410, св. 6, стр. 597–606).
- Како предавати књижевност (Градина, Ниш, 1975, год. Х, бр. 10, стр. 107–110).

Била је један од уредника часописа New Literatry History.

### Аутобиографска дела
По одласку у пензију почиње да се бави књижевним радом пишући углавном о свом животу.
- Незаустављено време — (Београд: Нова књига, 1988)
- Фестина ленте — (Београд: МТС Гајић, 1991)
- Измађу два света — (Земун: Сфариос, 1994)
- Еx cathedra — (Београд: Прометеј, 1997)
- Сви моји универзитети — (Београд: Чин, 2000)
- Доћи ће време… - (Београд:Мрљеш, 2001)[4]